# Адемуш (комуна)
Адемуш (рум. Adămuș) — комуна у повіті Муреш в Румунії. До складу комуни входять такі села (дані про населення за 2002 рік):
- Адемуш (2205 осіб) — адміністративний центр комуни
- Димбеу (1165 осіб)
- Корнешть (1335 осіб)
- Креєшть (1210 осіб)
- Кінчуш (17 осіб)
- Херепя (34 особи)

Комуна розташована на відстані 253 км на північний захід від Бухареста, 36 км на південний захід від Тиргу-Муреша, 71 км на південний схід від Клуж-Напоки, 128 км на північний захід від Брашова.

## Населення
За даними перепису населення 2002 року у комуні проживали 5966 осіб.
Національний склад населення комуни:
| Національність   | Кількість осіб | Відсоток |
| ---------------- | -------------- | -------- |
| румуни           | 2781           | 46,6%    |
| угорці           | 2440           | 40,9%    |
| цигани           | 735            | 12,3%    |
| німці            | 9              | 0,2%     |
| росіяни-липовани | 1              | < 0,1%   |

Рідною мовою назвали:
| Мова      | Кількість осіб | Відсоток |
| --------- | -------------- | -------- |
| румунська | 2979           | 49,9%    |
| угорська  | 2429           | 40,7%    |
| циганська | 548            | 9,2%     |
| німецька  | 9              | 0,2%     |
| російська | 1              | < 0,1%   |

Склад населення комуни за віросповіданням:
| Релігія                                       | Кількість осіб | Відсоток |
| --------------------------------------------- | -------------- | -------- |
| православні                                   | 3066           | 51,4%    |
| реформати                                     | 1296           | 21,7%    |
| унітарії                                      | 948            | 15,9%    |
| п'ятдесятники                                 | 379            | 6,4%     |
| римо-католики                                 | 73             | 1,2%     |
| греко-католики                                | 51             | 0,9%     |
| баптисти                                      | 23             | 0,4%     |
| бретрени                                      | 22             | 0,4%     |
| не релігійні                                  | 8              | 0,1%     |
| адвентисти                                    | 7              | 0,1%     |
| старообрядці                                  | 1              | < 0,1%   |
| лютерани (Синодально-пресвітеріанська церква) | 1              | < 0,1%   |
| лютерани                                      | 1              | < 0,1%   |
| лютерани (Аугсбурзького сповідання)           | 1              | < 0,1%   |
| атеїсти                                       | 1              | < 0,1%   |
| не вказали релігію                            | 1              | < 0,1%   |